# Ріпалімозані
Ріпалімозані (італ. Ripalimosani) — муніципалітет в Італії, у регіоні Молізе,  провінція Кампобассо.
Ріпалімозані розташоване на відстані близько 185 км на схід від Рима, 6 км на північ від Кампобассо.
Населення — 3121 особа (2014).

## Демографія
Населення за роками:

Станом на 1 січня 2023 року в муніципалітеті офіційно проживало 114 іноземців з 33 країн, серед них 6 громадян країн Євросоюзу та 1 громадянин України.

## Сусідні муніципалітети
- Кампобассо
- Кастропіньяно
- Лімозано
- Матриче
- Монтагано
- Оратіно